# Castro di Baroña

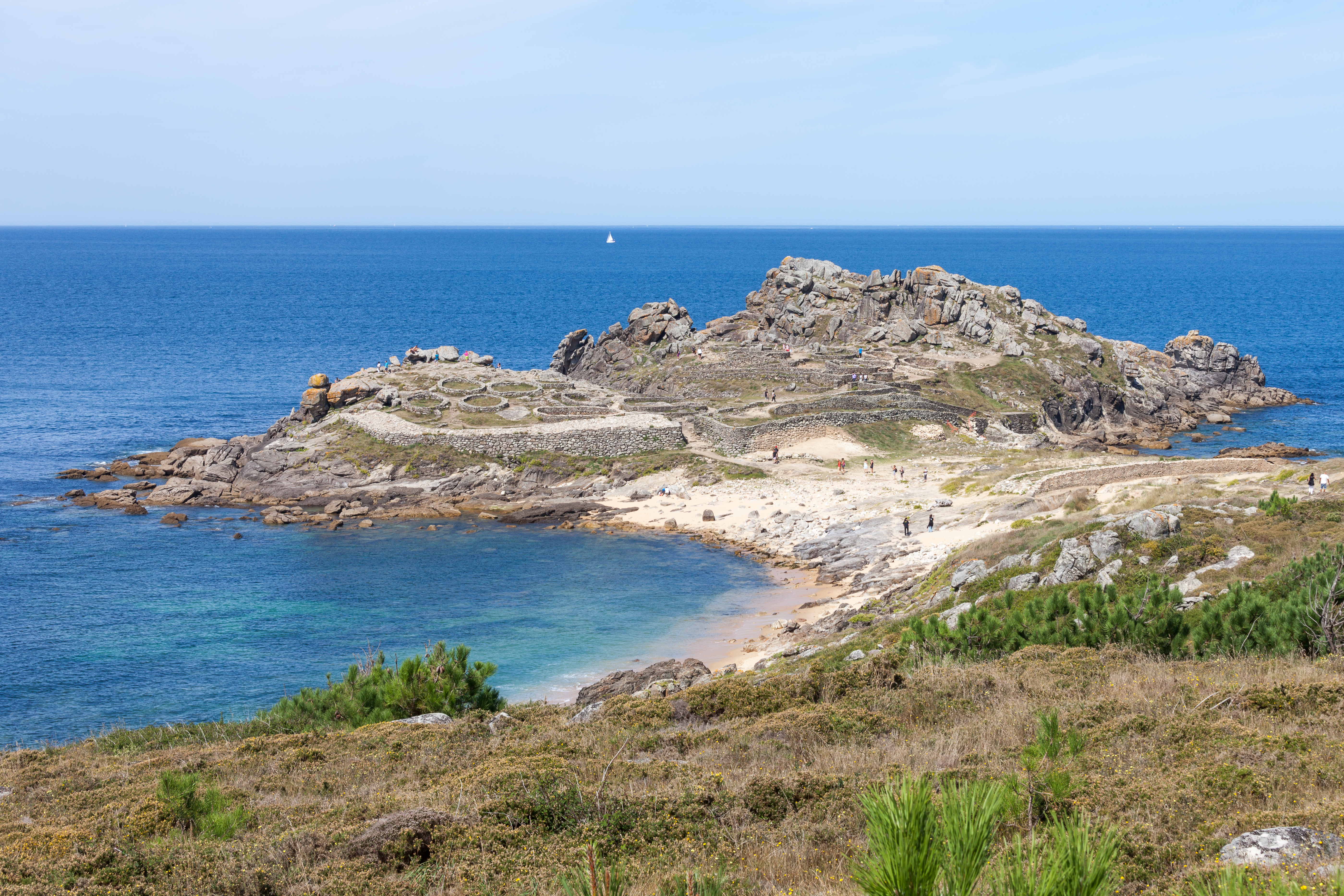
Veduta panoramica del sito

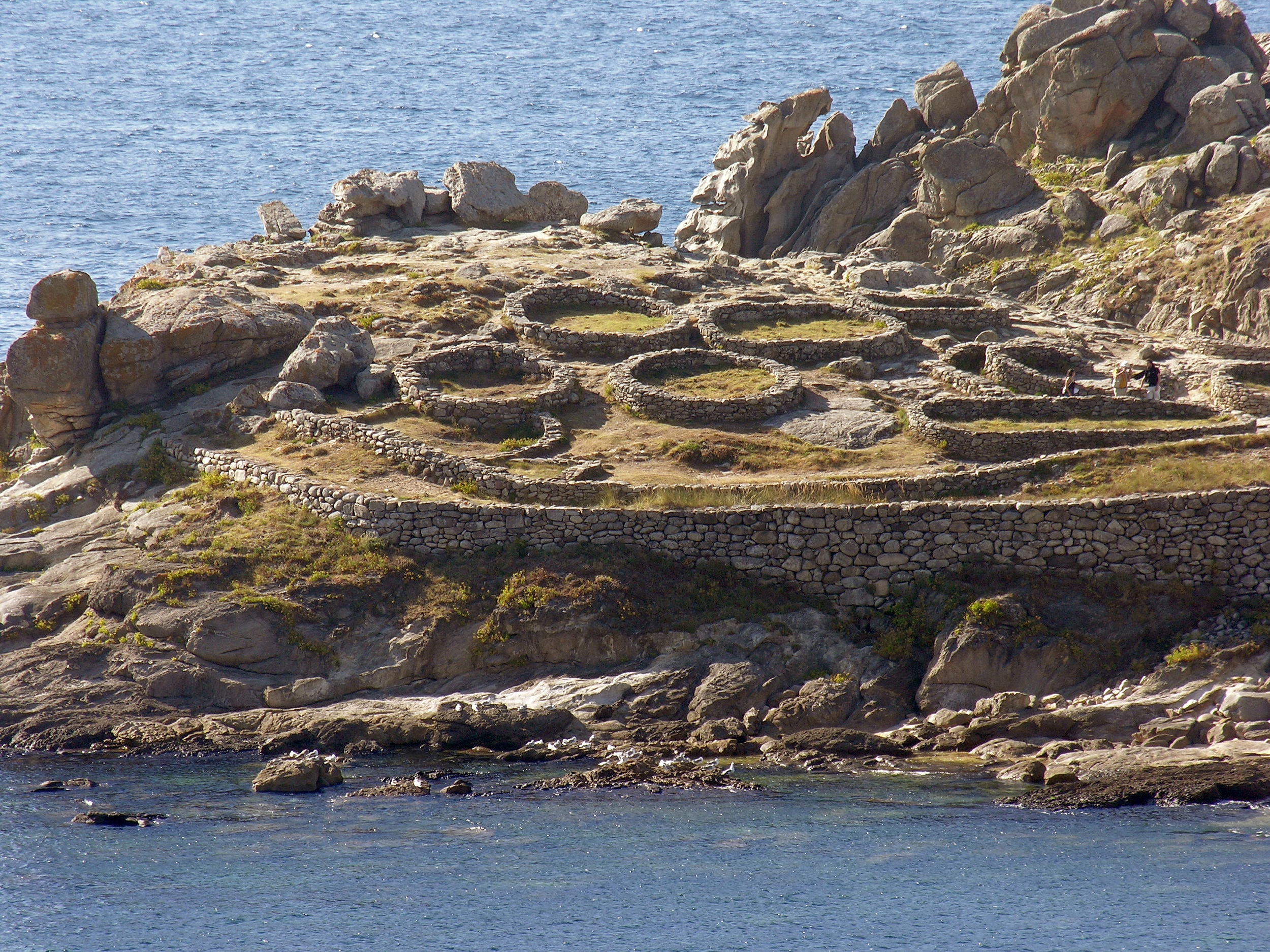
Altra veduta del sito

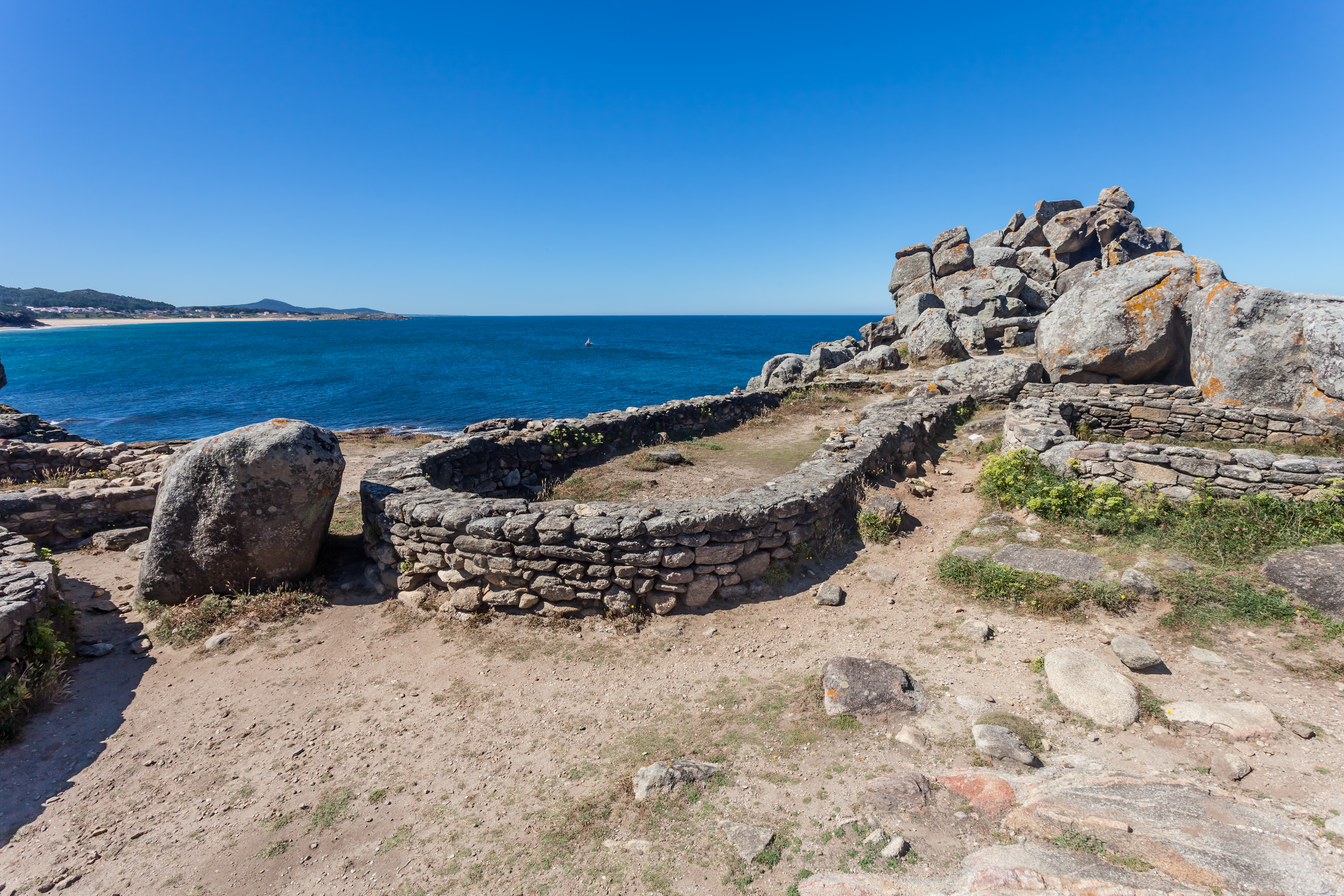
Particolare del sito

Il castro di Baroña (in spagnolo castro de Baroña) è un sito archeologico del villaggio spagnolo di Baroña (comune di Porto do Son, provincia di A Coruña), nella comunità autonoma della Galizia (Spagna nord-occidentale), costituito dai resti di un complesso abitativo fortificato celtico risalente all'incirca a un periodo compreso tra il I secolo a.C. e il I secolo d.C. (Età del Ferro). Si tratta di uno dei castros meglio conservati della regione.

## Storia
Si ritiene che il sito sia stato abbandonato dai suoi abitanti intorno al I secolo d.C.
Il sito fu incluso nel patrimonio artistico nazionalale e tra i beni di interesse culturale nel 1933. Nello stesso anno vennero anche effettuati i primi scavi archeologici all'interno del sito: durante questa prima esplorazione, supervisionata da Sebastián González-García, furono però commessi degli errori che portarono alla perdita di numerosi suppellettili.
Una nuova opera di scavi, che permise di riportare alla luce le strutture abitattive del sito, venne quindi intrapresa nel 1969. Negli anni successivi, vennero effettuate altre tre opere di scavi: i lavori, che permisero di ristrutturare completamente il sito, terminarono nel 2015.
Gli oggetti rinvenuti nel corso degli scavi hanno fatto pensarere che gli abitanti del luogo fossero dediti alla forgia dei metalli, mentre la presenza di una struttura nella parte alta del sito viene ritenuta un luogo di rituali e cerimonie religiose Gli scavi hanno inoltre riportato alla luce conchiglie, resti di molluschi e di tessuti.
Si ritiene inoltre che nel sito si trovino interrati vari tesori. Il sito è stato anche oggetto di disegni e dipinti da parte di numerosi artisti e ha acquisito una crescente popolarità come meta turistica a partire dal XXI secolo.

## Descrizione
Il sito si trova all'interno del Complexo dunar de Corrubedo e lagoas de Carregal e Vixán, nell'area delle Rías Baixas, in una penisola che si affaccia sull'Oceano Atlantico, situata a circa 4 km da Porto do Son.
Il sito include compressivamente i resti di una trentina di edifici dalla forma ovale, suddivisi in due principali sezioni architettoniche, una delle quali costituita da dodici strutture abitative e l'altra costituita da altre strutture abitative e da altri edifici realizzati probabilmente a scopo difensivo.
Il complesso è circondato da una mura di cinta della lunghezza di 35 metri e della larghezza di 6 metri. All'interno del sito, si trova poi un fossato della larghezza di 58-60 metri e della profondità massima di 4 metri.